# Parlatoria orientalis
Parlatoria orientalis är en insektsart som beskrevs av Ramakrishna Ayyar 1919. Parlatoria orientalis ingår i släktet Parlatoria och familjen pansarsköldlöss. Inga underarter finns listade i Catalogue of Life.